# Ред и закон: Одељење за специјалнe жртве (24. сезона)
Двадесетчетврта сезона серије Ред и закон: Одељење за специјалне жртве је премијерно емитована на каналу НБЦ од 22. септембра 2022. године до 18. маја 2023. године. Сезону су продуцирали Wolf Entertainment и Universal Television. Нови директор серије је Дејвид Грацијано који је заменио Ворена Лајта. За Моли Барнет је најављено да ће се придружити глумачкој постави 24. јула, а у главну поставу је унапређена у епизоди "Мртва лопта". Кели Гидиш је 24. августа потврдила да ће напустити ОСЖ током 24. сезоне након 12 година у серији.

## Улоге

### Главни
- Мариска Харгитеј као Оливија Бенсон
- Кели Гидиш као Аманда Ролинс (Епизоде 1−9)
- Ајс Ти као Фин Тутуола
- Питер Сканавино као Доминик Кариси мл.
- Октавио Писано као Џо Веласко
- Моли Барнет као Грејс Манси (Епизоде 7−22)

### Епизодни
- Кристофер Мелони као Елиот Стаблер (Епизоде 1, 12, 21−22)
- Кели Гидиш као Аманда Ролинс (Епизодa 22)
- Моли Барнет као Грејс Манси (Епизоде 2−6)
- Кевин Кејн као Тери Бруно (Епизоде 10−14, 17, 19 и 22)

## Епизоде
| Бр. у серији | Бр. у сезони | Наслов                                         | Редитељ                           | Сценариста                                                                            | Премијерно емитовање | Прод. код | Гледаоци у САД (милиони) |
| --- | ------------ | ---------------------------------------------- | --------------------------------- | ------------------------------------------------------------------------------------- | -------------------- | --------- | ------------------------ |
| 517 | 1            | "Дајте ми склониште"                           | Џин де Сегонзек                   | Рик Ид и Гвен Сиган                                                                   | 22. септембар 2022.  | 2403      | 5.47                     |
| Бенсонова и Фин испитују девојку коју су затекли у кући док Косгров и Шо врше притисак на жене. Сви они упадају у Сиренкову кућу у којој Стаблер, Бенсонова и Косгров проналазе бомбе у тајној соби. Покушавају да се сукобе са ФБИ-јем и замеником градоначелника који не попуштају јер не желе да извлаче 9 милиона људи из града. Стаблер наводи да је његов доушник ступио у везу са Сиренком да сазна за бомбу, али то је била хаварија која је довела до пуцњаве и Стаблеров доушник је завршио мртав. Стаблер испитује Сиренковог телохранитеља, али он не говори. Стаблер се такође захуктава са замеником градоначелника пошто је прича о његовом доушнику. Џет сазнаје за кућу која се издаје. Тип ради за хотел за који сазнају да је заправо место где се налази бомба. Полиција и ФБИ почињу да празне зграду. Шо проналази бомбу, али Диксонова му не дозвољава да је онеспособи. Косгров проналази Сиренка, али он бежи, а бомба је пукла. Ролинсова проналази Сиренка, а он узима таоце у продавници одеће. Косгров, Шо и Стаблер успевају да ухвате Сиренка у уличици и он бива ухапшен. |              |                                                |                                   |                                                                                       |                      |           |                          |
| 518 | 2            | "Онај кога храниш"                             | Ноберто Барба                     | Дејвид Грацијано и Џули Мартин                                                        | 29. септембар 2022.  | 2401      | 4.62                     |
| Група тинејџера из мотористичке банде терорише породицу туриста из Охаја. Мекграт удружује детективе ОСЖ-а са Јединицом за банде у Бронксу како би ушао у траг починиоцима. Капетан Мајк Дуарте нуди Веласку место у јединици док млађа детективка Грејс Манси прелази из Јединице за банде у ОСЖ, а Ролинсова се бави тиме што је рањена. Бенсонова, Дуарте и тужилаштво сукобљавају се око споразума о признању кривице да се скине вођа банде. |              |                                                |                                   |                                                                                       |                      |           |                          |
| 519 | 3            | "Дејство огледала"                             | Мајкл Смит                        | Синопсис: Џули Мартин и Маргарет Роуз Лестер Сценарио: Дејвид Грацијано и Џули Мартин | 6. октобар 2022.     | 2401      | 4.16                     |
| Две младе поп звезде, обе са проблематичним пореклом, доводе своју нестабилну везу до тачке у којој ОСЖ мора да изврши хапшење, док њихови родитељи погоршавају проблем, а медији и обожаваоци подстичу ватру. Ролинсова наставља да се бори са ПППС-ом који такође почиње да утиче на њену децу код куће. |              |                                                |                                   |                                                                                       |                      |           |                          |
| 520 | 4            | "Кораци које не можемо да предузмемо (1. део)" | Хуан Џ. Кампанела                 | Брајана Јелен и Кети Доби                                                             | 13. октобар 2022.    | 2404      | 4.36                     |
| Инвазија на кућу и пуцање на Нишу и Рава Синга да отму њихову ћерку тинејџерку Прију доводе екипу до потресних открића у кући оца починиоца Сорена Олсена који је пронађен мртав и закопан у дворишту. Две раније отете, Надин која је трудна и Џилијан која има ћерку Белу са Сореном, такође су пронађене затворене са Пријом. Бенсонова и шеф Бироа ПОТ-а Максвел тада морају да одлуче кога да ухапсе због Сореновог убиства. У међувремену, Фин и Веласко настављају да менторишу Мансијеву на уклапању у екипу. |              |                                                |                                   |                                                                                       |                      |           |                          |
| 521 | 5            | "Бедем"                                        | Џин де Сегонзек                   | Синопсис: Денис Хамил и Монет Хрст-Мендоза Сценарио: Денис Хамил                      | 27. октобар 2022.    | 2405      | 4.42                     |
| Млади спасилац открива да га је силовао његов шеф Пол Греко и тражи помоћ од ОСЖ-а када је посумњао да је његов шеф такође напао његову сестру. Веласко проналази још једну жртву која не жели да сведочи на суду пошто јој је запретило кршење условне казне њеног оца. Истрага се затим проширује и укључује изопачено убиство из равнодушности за неколико повезаних смртних случајева утопљених који се могу приписати некомпетентним спасиоцима у Грецовој квалификационој шеми „плати или положи“. |              |                                                |                                   |                                                                                       |                      |           |                          |
| 522 | 6            | "Контролисане опекотине"                       | Оскар Рене Озоја                  | Синопсис: Дејвид Грацијано и Нолан Данбар Сценарио: Дејвид Грацијано и Џули Мартин    | 3. новембар 2022.    | 2406      | 3.90                     |
| Ролинсова наставља борбу против свог "чудовишта" и држи семинар о сексуалној присили. У међувремену, Меги Д'Анђело дрогира, силује и дави човек са маском врана на подземној приватној журци у једној вили за моћне ВИП особе. Истрага открива видео снимак сексуалних активности посетилаца који детективе води до власника виле, моћне пословне жене Лене Хес. |              |                                                |                                   |                                                                                       |                      |           |                          |
| 523 | 7            | "Мртва лопта"                                  | Мајкл Смит                        | Мајкл Смит, Кети Доби и Габријел Валехо                                               | 10. новембар 2022.   | 2407      | 4.12                     |
| Репортерка Нели Крејмер говори Бенсоновој да је силована пошто је интервјуисала популарну фудбалску звезду Паола Роха, али Крејмерова одбија да поднесе тужбу како би заштитила свог сина. Бенсонова и њена екипа истражују Рохову прошлост и откривају десетак других жртава, укључујући шеснаестогодишњу ћерку Роховог дугогодишњег пријатеља и руководиоца, што је довело до Роховог пада. |              |                                                |                                   |                                                                                       |                      |           |                          |
| 524 | 8            | "Боља особа"                                   | Мајкл Пресмен                     | Синопсис: Брајана Јелен и Маргарет Роуз Лестер Сценарио: Дејвид Грацијано             | 17. новембар 2022.   | 2408      | 4.95                     |
| Док Ролинсова размишља о могућој прилици да предаје форензичку психологију, ОСЖ лови осумњиченог који насилно мрцвари, уједа и убија своје жртве, почевши од сина детектива Марка Мекданијелса који није имао појма да његов син Ејдан жели да постане његова ћерка Аида. Бенсонова и Ролинсова тада добијају још један позив који је поново контактирао са још једном трансродном жртвом, Кором Бравом. Мансијева приводи белгијског држављанина Лукаса Питерса, али Мекданијелс се суочава са губитком своје значке због петљања у доказе. |              |                                                |                                   |                                                                                       |                      |           |                          |
| 525 | 9            | "И траума на крушки"                           | Ноберто Барба                     | Дејвид Грацијано и Џули Мартин                                                        | 5. децембар 2022.    | 2409      | 4.97                     |
| Кариси и Ролинсова присуствују најважнијем суђењу у свом животу − својој свадби. Ноина божићна жеља се остварује када су Бенсонова и он упознали његовог полубрата Конора, још једно дете злочинца Џонија Дија. Бенсонова проналази скривену камеру у свом хотелу у Вудстоку која покреће истрагу ван дужности. Она и Ролинсова помажу да се уклоне починиоци, након чега јој Ролинсова говори о свом новом професорском послу на Универзитету Фордам. После много одлагања и захтева, почиње суђење Елиасу Олсену, али је доведено у опасност због умешне оптужбе заступника за полицијску бруталност од стране Мансијеве. |              |                                                |                                   |                                                                                       |                      |           |                          |
| 526 | 10           | "Увлачење (2. део)"                            | Марта Мичел                       | Синопсис: Брендан Фини и Монет Хрст-Мендоза Сценарио: Кадија Сараф и Тери Серпико     | 5. јануар 2023.      | 2410      | 5.49                     |
| Бенсонова је испред свог дома напала Тремонтова мотористичка екипа коју је осветлио вођа банде Оскар Папа у знак одмазде за раније догађаје. Начелник Мекграт позива капетана Јединице за банде из Бронкса Дуартеа да успостави везу са Бенсоновом и да подржи бронкшки ОСЖ. Детектив Бруно за Бенсонову бира хладан случај у којем је силовано шест глувих ученица због чега је Пап Питерс погрешно затворен. Поручница Диксон нуди да преведе знаковни језик за жртве. Починилац је пронађен породичном ДНК претрагом, а његов љутити мотив постаје јасан − омражена му је и мајка глува. Бенсонова додељује Фину да ради са детективом Бруном и "белу значку" детективки ЧАрлиш да рашчисти своје заостале предмете. У болници, Бенсонова се суочава са тинејџером банде који ју је напао. |              |                                                |                                   |                                                                                       |                      |           |                          |
| 527 | 11           | "Војник више (3. део)"                         | Џонатан Херон                     | Дејвид Грацијано и Џули Мартин                                                        | 12. јануар 2023.     | 2411      | 5.13                     |
| Бенсонова покушава да помогне Алберту "Фугазију" Дијазу, члану банде који ју је напао. Банда му је рекла да буде „војник“ или ће поново силовати његову мајку. Капетан Дуарте показује Бенсоновој потресне доказе о "дрвету силовања" са доњим вешом од силованих мајки и сестара чланова банде који се користи за регрутовање и претње члановима да буду одани банди. Мансијева и Бенсонова проналазе једну од жртава да прате одговорне, а Тутуола и Бруно испитују Линдзија "Медведа" Дел Тора који је силовао Фугазијеву мајку. Фин помаже да се провери запошљавање нових детектива из броншког ОСЖ-а. Фугази одустаје од Бенија "Маестра" Бароса који је подигнут и окренут против Оскара Папе. |              |                                                |                                   |                                                                                       |                      |           |                          |
| 528 | 12           | "Биће крви (4. део)"                           | Патриша Риген                     | Дејвид Грацијано и Џули Мартин                                                        | 26. јануар 2023.     | 2412      | 5.77                     |
| Кариси ставља на суђење вођу мотористичке банде Оскара Папу, али брзо губи сведоке. Веласко игра "прљаво" да би добио податке од другог сведока, али Чарлишева га је тајно снимила и проследила снимак Бенсоновој. У међувремену, Тутуола и Бруно покушавају да помогну жени која је дрогирана, нападнута дивље, силована и остављена да умре у ђубретарцу, што је довело до ветеринара Тима Бирча. Капетана Дуартеа нападају и убијају мачетама пет чланова мотористичке банде по налогу Папе који признаје убиство. |              |                                                |                                   |                                                                                       |                      |           |                          |
| 529 | 13           | "Раскрсница"                                   | Ноберто Барба и Хуан Џ. Кампанела | Дејвид Грацијано и Џули Мартин                                                        | 2. фебруар 2023.     | 2413      | 5.34                     |
| Удес је навео ОСЖ да пронађе возача хитне помоћи који силује жене жртве несреће. Брунова бивша супруга демонстрира употребу ИнфраПаса који хитна помоћ користила за промену семафора као доказ да је осумњичени намерно изазвао несреће. Трећи покушај силовања доводи до вишеструких смртних случајева док се детективи приближавају осумњиченом који је узео таоца. Тутуола доводи детектива Бруна у менхетнски ОСЖ, а Бенсонова је натерао Мансијеву да саслуша Веласкову „исповест” коју је снимио Чарлишевој. |              |                                                |                                   |                                                                                       |                      |           |                          |
| 530 | 14           | "Холандске сузе"                               | Бетани Руни                       | Монет Хрст-Мендоза, Кети Доби и Габријел Валејо                                       | 16. фебруар 2023.    | 2414      | 5.13                     |
| Иван "Холанђанин" Хернандез, осуђеник пуштен након 23 године затвора, чека са пиштољем у кући свог полицајца Тутуоле који је управо добио награду Харлемско срце. Хернандез каже Фину да жели правду против силоватеља који га је жигосао са "Х" и против службеника КПЗ-а који је пустио силоватеља у његову ћелију када је имао само 17 година. Фин позива Бруна, Бенсонову и Карисија да помогну у проналажењу, откривању и хапшењу осумњичених. Док су били у кафани, препознали су осумњиченог, Хернандез објашњава како су „холандске сузе“ повезане са његовим надимком. Фин говори Бруну о свом старом партнеру Манчу који се недавно оженио рабинком и вратио у Балтимор да води кафану. |              |                                                |                                   |                                                                                       |                      |           |                          |
| 531 | 15           | "Краљ Месеца"                                  | Мариска Харгитеј                  | Дејвид Грацијано и Џули Мартин                                                        | 23. фебруар 2023.    | 2415      | 5.01                     |
| Неуролог и писац Пен Хамфрис који пати од деменције признаје да је силовао и убио своју жену. Кариси верује да у случају постоји много више и тражи од Бенсонове да копа дубље пре него што Одељење за убиства затвори случај. Фин и Чарлишева испитују Веласка о његовом "признању" да је убио некога због свог шефа. Веласко им прича о одрастању у Хуарезу и о томе како је био обучен као сикарио за картел када је имао само 15 година. Фин говори Бенсоновој колико је задивљен Чарлишевом. |              |                                                |                                   |                                                                                       |                      |           |                          |
| 532 | 16           | "Присуство одсутности"                         | Ноберто Барба                     | Бриана Јелен и Брендан Фини                                                           | 23. март 2023.       | 2416      | 4.56                     |
| Младу удовицу Зои Грин силовао је човек кога је упознала преко сајта за упознавање док јој је повезао очи краватом мртвог мужа. Пошто је поставила замку, открива да је њен најбољи пријатељ покушавао да је оплоди спермом рођеног сестрића. Мансијева се бори са Веласковим одсуством и расправља се са Чарлишевом која је Веласка увукла у опасне воде. По упутству начелника Мекграта и Бенсонином слагању са Финовом препоруком, Чарлишева се придружује ОСЖ-у са Менхетна. |              |                                                |                                   |                                                                                       |                      |           |                          |
| 533 | 17           | "Лимета"                                       | Хуан Џ. Кампанела                 | Дејвид Грацијано и Џули Мартин                                                        | 30. март 2023.       | 2417      | 4.30                     |
| Одред тражи осумњичене који дрогирају женска пића како би их испоручили клијентима који их силују. Истрага води ОСЖ до Мансиног брата који пристаје да постане део операције хапшења. Да би задивила Бенсонову путем хватања починилаца, Чарлишева се ставља у ризичну операцију без Бенсониног одобрења. Бенсонова је касније упозорава да стави екипни рад испред амбициозног савршенства. |              |                                                |                                   |                                                                                       |                      |           |                          |
| 534 | 18           | "Фолија са мехурићима"                         | Батан Силва                       | Синопсис: Маргарет Роуз Лестер и Нолан Данбар Сценарио: Денис Хамил                   | 6. април 2023.       | 2418      | 4.57                     |
| Грађевинска тајкунка Кони Периш омета истрагу ОСЖ-а о свом сину Мартину пошто је силовао службеницу Мону Стјуарт. Кариси не успева да подигне оптужницу јер је Кони платила јемство Стјуарту. Оптужбе прерастају у убиство пошто је Стјуарт пронађен мртав од кокаина фалсификованог индустријским абразивом. Исти абразив је затим пронађен у плућима њеног сина, што повезује Кони са оба случаја. |              |                                                |                                   |                                                                                       |                      |           |                          |
| 535 | 19           | "Пусти закон"                                  | Марта Мичел                       | Синопсис: Брендан Фини и Габријел Валехо Сценарио: Дејвид Грацијано и Џули Мартин     | 27. април 2023.      | 2419      | 4.39                     |
| Кариси пажљиво ради пошто је Максвелин муж Роџер Бригс умешан у сексуалну трговину петнаестогодишњим девојчицама у клубу Витмер. Бенсонова шаље ЧАрлишеву и Веласка у Камден у Мејну да пребаце његовог старог пријатеља Ентонија "Чилија" Суареза у заштитни притвор због картела. |              |                                                |                                   |                                                                                       |                      |           |                          |
| 536 | 20           | "Дискутабилно"                                 | Џин де Сегонзек                   | Синопсис: Бриана Јелен и Кели Минстер Сценарио: Џули Мартин и Кети Доби               | 4. мај 2023.         | 2420      | 4.28                     |
| Бенсон покушава да помогне студенткињи Наоми Хејз када је силована после дебатног турнира, али она не жели да открије ко је од четири дечака одговоран. Када је један од дечака набавио детективима снимак напада, Наоми открива да су то били њени тренери Паркер и Хелен Јанг, али они тврде да је то било споразумно. Фин сумња да сведок одбране и бивши студент Колин Шарп можда не говори целу истину, а Бенсонова мисли да је можда било још једно силовање. Тада је Карисију препуштено да опозове Шарпово сведочење на отвореном суду. |              |                                                |                                   |                                                                                       |                      |           |                          |
| 537 | 21           | "Лоше ствари (1. део)"                         | Хуан Џ. Кампанела                 | Синопсис: Џули Мартин и Николас Еванђелист Сценарио: Дејвид Грацијано                 | 11. мај 2023.        | 2421      | 4.24                     |
| Кејт Валас, туристкињу из Колумба Охаја, силовао је у својој хотелској соби злочинац који јој се обраћа именом и прави селфи. Убрзо пошто је Марк Рид пронађен у дивљини заглављен недељама у рупи са празним врећама сладића свуда около, подсећајући Мансијеву на технику контроле коју је некада користио Елијас Олсен. Рид касније умире у болници. Мансијева и Чарлишева испитују Ридову жену Шели која касније препознаје тело. Убрзо је пријављено још једно силовање у Западном селу у чајџиници поново називајући жртву Иви Квин по имену и снимајући селфи, иако ју је овога пута посматрао њен прогонитељ Били Витале. Виталеа касније саслушавају Фин и Веласко, али пориче знање. Одељење за специјалне жртве касније извештава о три слична претходна напада са истим обрасцима у последњих шест месеци. Ридова жена извештава да је он нестао након што је отишао у град и извршио напад у пекари, а пекар тамо препознаје Елијаса Олсена као некога о коме је и Рид говорио. На Државном острву Бенсонова и Кариси разговарају са Дарлом Квинлан, претходном жртвом која је отказала веридбу са својим вереником Грегом пре венчања недељу дана раније. Бенсонова и Кариси разговарају са Грегом који пориче знање, али не и очигледна горка осећања која наводе Бенсонову да верује да је силоватељ унајмљен. Фин и Веласко испитују Марију Варгу, дадиљу која је тврдила да је Одељење за специјалне жртве у Бруклину упарило ДНК са осуђеником из Зеленог Хејвеном Јуниором Суарезом који је званично још увек у затвору. Они испитују Дерека Скалија, њеног последњег шефа са којим се једном повезала, али је дала отказ следећег дана, али опет пориче да зна. Бенсонова и Кариси одлазе код Роуз Бергман која је силована у својој канцеларији пошто је поднела захтев за развод од свог супруга Харвија после 25 година. Мансијева и Чарлишева прате Олсена до цркве и хапсе га након неког присиљавања. Без конкретних доказа који повезују силовања, Елиот Стаблер и Биро за контролу организованог криминала позвани су да сарађују са Одељењем за специјалне жртве. |              |                                                |                                   |                                                                                       |                      |           |                          |
| 538 | 22           | "Сав бол је једна болест (2. део)"             | Ноберто Барба                     | Дејвид Грацијано и Џули Мартин                                                        | 18. мај 2023.        | 2422      | 4.37                     |
| Веб локација под називом "Шпијун" стоји иза велике шеме освете за изнајмљивање која сеже широм света. Агент Мекрери истражује ИП адресу у Даблину у Охају која је место канцеларије под називом Ескро. Начелник Мекграт се појављује да изврши притисак на Бенсонову, а одељење да ухапси злочинце у Њујорку ризикујући да се нађе на радару "Шпијуна". Кејт Валас је поново нападнута док је шетала. Касније даје ДНК доказ Фину и Бруну да је пљунула у дуксерицу. Слутмејкерсова ради на вирусу како би успорила њихов напредак на мрачном вебу у нади да ће заменити своје сервере. Кејтин нови нападач је касније кренуо на 14-годишњег дечака Манија Лопеза. "Шпијун" касније пада као могући одговор на Слутмејкерсин вирус остављајући њиховог вођу на ветру. Серијски силоватељ поново напада у подземној жељезници 22-годишњу студенткињу Ив Нети. Међутим, Нетијева није била силована већ је нападача убола нож у стомак. Све болнице у околини су под надзором, а он је примећен у хитној нези и препознат као Ренди Гордон и ухапшен. Гордон признаје још седам напада у протеклој години. У Ескровљева ИТ особа жури да истражи сервере. Прегледом таблица на необележеном аутомобилу откривен је Џејкоб Бетанкур, студент са факултета "Кенион". Покушава да украде сервер пре него што га Мекрери ухапси. Бенсонова и Стаблер су позвани у Охајо јер се "Шпијун" брзо вратила на мрежу и уценила им главе на 50.000 долара. |              |                                                |                                   |                                                                                       |                      |           |                          |